# Marinko Zekić
Marinko Zekić (ur. 15 kwietnia 1969 w Livnie, zm. 21 marca 2018 w Poznaniu) – slawista, bałkanista, literaturoznawca i poeta z Bośni i Hercegowiny.

## Życiorys
Wczesne dzieciństwo spędził w Livnie. Gimnazjum ukończył już w Sarajewie. Na Wydziale Filozoficznym tamtejszego Uniwersytetu uzyskał w 1993, tj. już po wybuchu wojny, dyplom filologii południowosłowiańskiej. Rok później udało mu się uciec tunelem pod lotniskiem z oblężonego Sarajewa. Osiadł w Poznaniu, gdzie od 1998 pracował na Uniwersytecie im. Adama Mickiewicza, początkowo jako lektor języków chorwackiego i serbskiego, a następnie jako wykładowca w Katedrze Filologii Słowiańskiej. Doktorat Tożsamość kulturowa muzułmanów bośniackich (Kulturni identitet bosanskih muslimana – Bošnjaka) napisany pod kierunkiem Bogusława Zielińskiego obronił w 2003 na UAM. Tam też habilitował się w 2018 na podstawie monografii Muzułmańska odpowiedź na wyzwania okcydentalizacji. Westernizacja islamu czy islamizacja Zachodu. Ze szczególnym odniesieniem do Bośni i Hercegowiny oraz bośniackich muzułmanów – Boszniaków (chorw. Muslimanski odgovor izazovima Okcidenta. Islamizacija Zapada ili vesternizacija islamskoga svijeta. S posebnim osvrtom na Bosnu i Hercegovinu i bosanskohercegovačke muslimane – Bošnjake).
Jego zainteresowania naukowe obejmowały kultury południowosłowiańskie, ze szczególnym uwzględnieniem zagadnień związanych z wielokulturowym charakterem Bośni i Hercegowiny i wzajemnym oddziaływaniem kultur islamskiej i zachodniej. Dystansował się zarówno od nurtu islamofilskiego jak i islamofobicznego.
Zmarł w wyniku choroby nowotworowej.

## Publikacje książkowe
- Muslimanski odgovor izazovima Okcidenta. Islamizacija Zapada ili vesternizacija islamskoga svijeta. S posebnim osvrtom na Bosnu i Hercegovinu i bosanskohercegovačke muslimane – Bošnjake, Poznań: Wydawnictwo Naukowe UAM, 2016, 507 str., ISBN 978-83-232-3141-7.
- Kulturni identitet bosanskih muslimana: Bošnjaci – najistočniji muslimanski Evropljani i najzapadniji autohtoni islamski narod, Sarajevo: Dobra knjiga, 2019, 316 str., ISBN 978-9958-27-494-7.
- Egzil u egzil, Sarajevo: Dobra knjiga, 2019, 119 str., ISBN 978-9958-27-479-4.